# Julia van Bergen
Julia van Bergen (* 17. September 1999 in Zeewolde, Niederlande) ist eine niederländische Sängerin, die durch ihre Teilnahme am Junior Eurovision Song Contest 2014 in Malta bekannt wurde. Dort vertrat sie am 15. November 2014 die Niederlande mit dem Titel Around. Hierbei gewann sie mit insgesamt 70 Punkten den achten Platz.
2018 nahm van Bergen an der achten Staffel von The Voice of Holland teil, im Team von Vocal Coach Waylon erreichte sie die Knock-Out-Phase.